# 羅滕弗盧赫山
47°01′16″N 8°42′11″E / 47.020993°N 8.70306°E

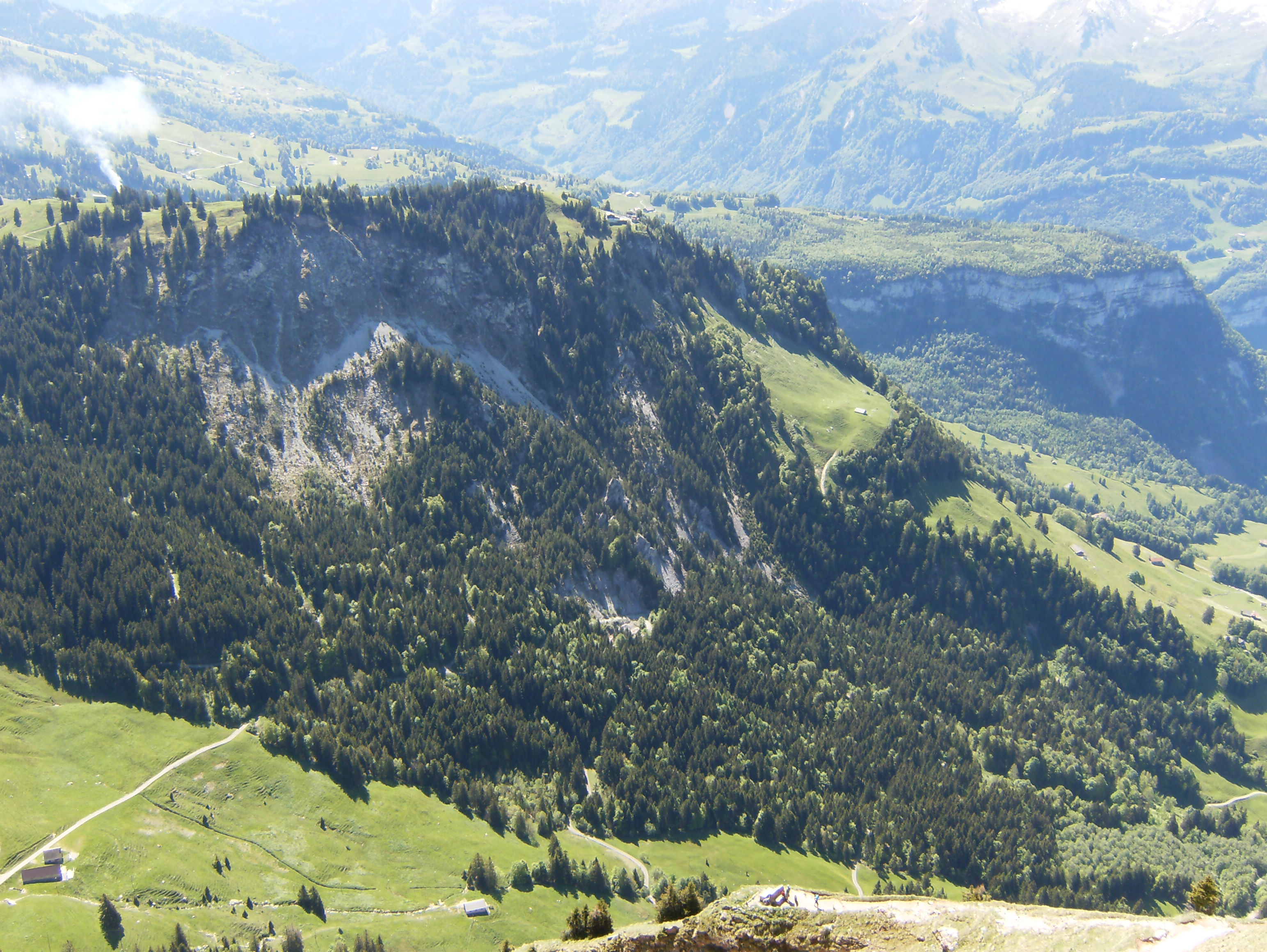

羅滕弗盧赫山（德語：Rotenfluh），是瑞士的山峰，位於該國中部，由施維茨州負責管轄，屬於施維茨阿爾卑斯山脈的一部分，距離大米滕山1.1公里，海拔高度1,571米。